# Natalia Goncharova
Natalia Sergeyevna Goncharova, (em russo:  Наталья Сергеевна Гончарова; Tula, 3 de junho de 1881 — Paris, 17 de outubro de 1962) foi uma proeminente pintora, cenógrafa, figurinista, ilustradora, desenhista, designer de moda e escritora avant-garde russa.
Foi companheira e parceira de trabalho do arista Mikhail Larionov. Foi a fundadora do grupo artístico Jack of Diamonds (1909–1911), primeiro movimento radical exibicionista e independente russo e do Rabo de Asno (Donkey's Tail, ruso:Ослиный Хвост)  (1912–1913), mais radical que o primeiro. Junto de Larionov, ela criou o movimento do raionismo (1912–1914). Era também participate do grupo artístico alemão Der Blaue Reiter.
Produziu vários quadros por influência do movimento avant-garde na Rússia. Sua primeira exposição foi em Moscou e em São Petersburgo (1913 e 1914) em galerias independentes. No período pré-revolucionário, onde a pintura e os símbolos decorativos eram um meio artístico mais seguro, sua abordagem moderna era vista como problemática e transgressiva. Seu trabalho é geralmente considerado específico demais para sua cultura eslava para ser universalmente considerado uma vanguarda.

## Biografia
Natalia nasceu em Nagaevo, em 1881. Seu pai, Sergey Mikhaylovich Goncharov, era arquiteto, tendo se formado na prestigiada Escola de Pintura, Escultura e Arquitetura de Moscou. Natalia mudou-se com a família para Moscou em 1892, aos 10 anos e lá se formou no ginásio feminino em 1898.
Vinda de uma família de algo nível educacional e que se considerava liberal, seu pai projetou e construiu a casa da família onde Natalia e seu irmão, Afanasii, cresceram. Educados pela mãe e pela avó, principalmente, Natalia tentou várias carreiras diferentes antes de seguir para as artes, como zoologia, história, botânica e medicina, antes de se decidir pela escultura.
No outono de 1901, Natalia ingressou na Escola de Pintura, Escultura e Arquitetura de Moscou, onde estudou escultura com Paolo Troubetzkoy, associado ao movimento Mir iskusstva. Em 1903, seus trabalhos começaram a ser expostos nos salões de arte da Rússia e em 1903 ela ganhou a medalha de prata na categoria escultura. Foi no instituto que ela conheceu o também estudante Mikhail Larionov e logo depois eles começaram a dividir um apartamento e um estúdio.
Ainda que a Rússia tivesse oficialmente acabado com a segregação feminina nos institutos de arte, as mulheres ainda não tinham permissão de receber um diploma no final do curso. Natalia então saiu do instituto em 1909 para ter aulas com Illia Mashkov e Alexander Mikhailovsky, onde pode desenhar nus femininos e masculinos e pode concluir os estudos que teria tido no instituto se fosse homem. Em 1910, ela foi expulsa das aulas de retrato de Konstantin Korovin por imitar o modernismo europeu. Outros expulsos junto com ela foram Larionov Robert Falk, Pyotr Konchalovsky, Alexander Kuprin, Ilya Mashkov e Vasily Rozhdestvensky.

## Últimos anos
Natalia foi membro do grupo artístico de vanguarda Der Blaue Reiter desde a sua fundação, em 1911. Em 1915, ela começou a desenhar figurinos de balé e cenários, em Genebra. Trabalhou em várias produções neste ano, chegando a receber um convite de Igor Stravinsky, para um balé que infelizmente não aconteceu.
Em 1921, Natalia se mudou para Paris, onde desenhou vários figurinos de balés russos que se apresentavam na cidade. Ela expôs seus trabalhos no Salon d'Automne de 1921 e participava regularmente do Salon des Tuileries e do Salon des Indépendants. Juntos Natalia e Larionov trabalharam juntos em vários eventos para auxiliar artistas russos. Entre 1922 e 1926, Natalia criou os figurinos de Marie Cuttoli, famosa casa de moda de Paris. Em 1938, Natália tornou-se cidadã francesa e em 2 de junho de 1955, Natalia e Larionov se casaram.

## Morte
Natalia sofreu um acidente vascular cerebral em 1951, que lhe deixou várias sequelas. Em 17 de outubro de 1962, em Paris, aos 81 anos, Natalia morreu após vários anos lutando contra a artrite reumatoide. Ela foi sepultada no Cimetière parisien d'Ivry, em Paris.

## Galeria

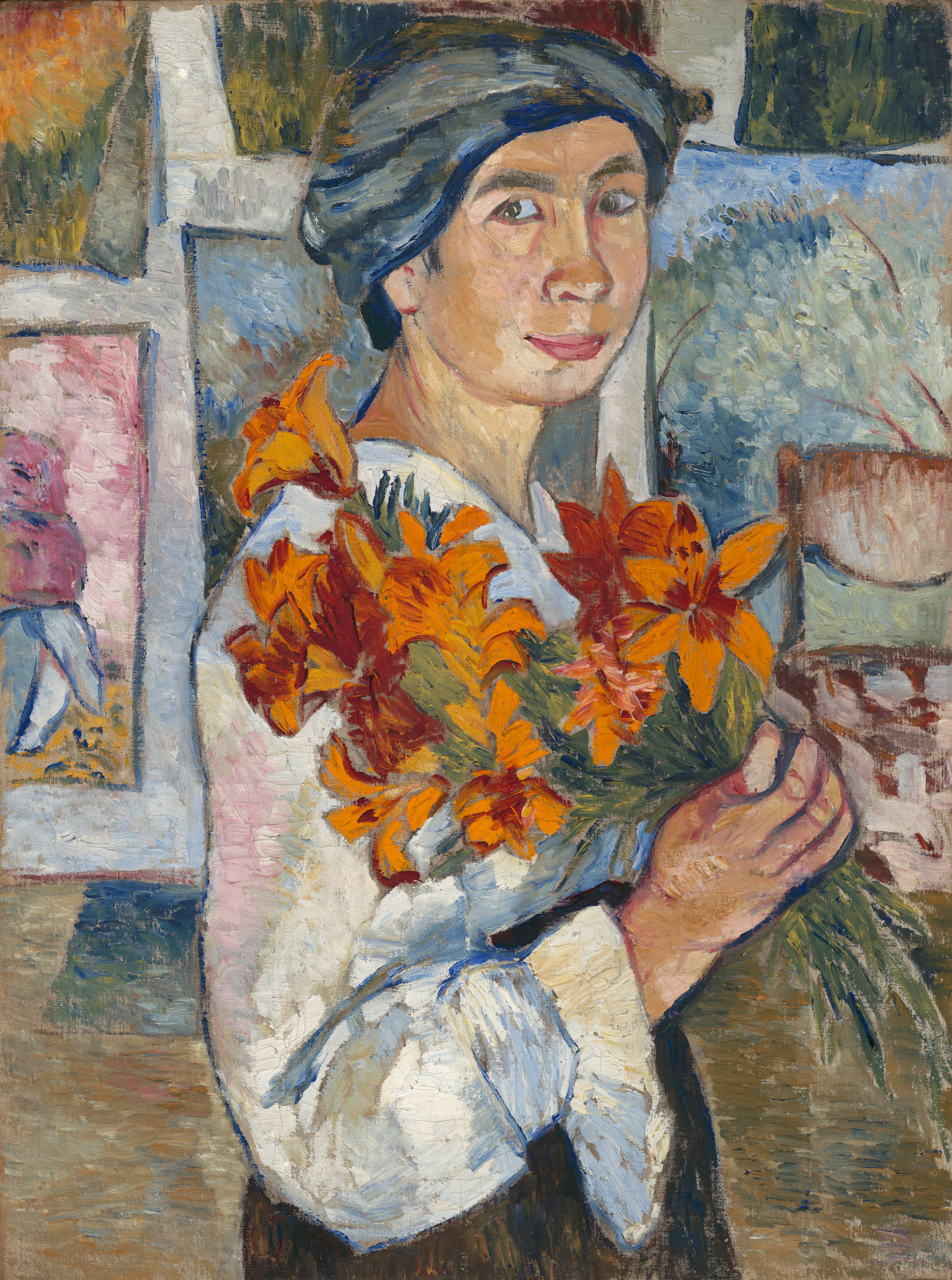
Self-portrait (1907)
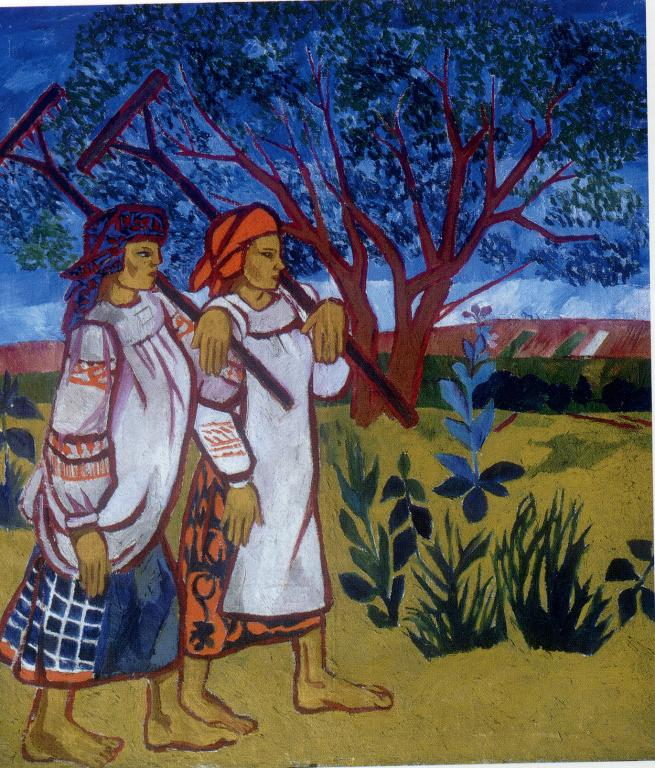
Women with rakes (1907)
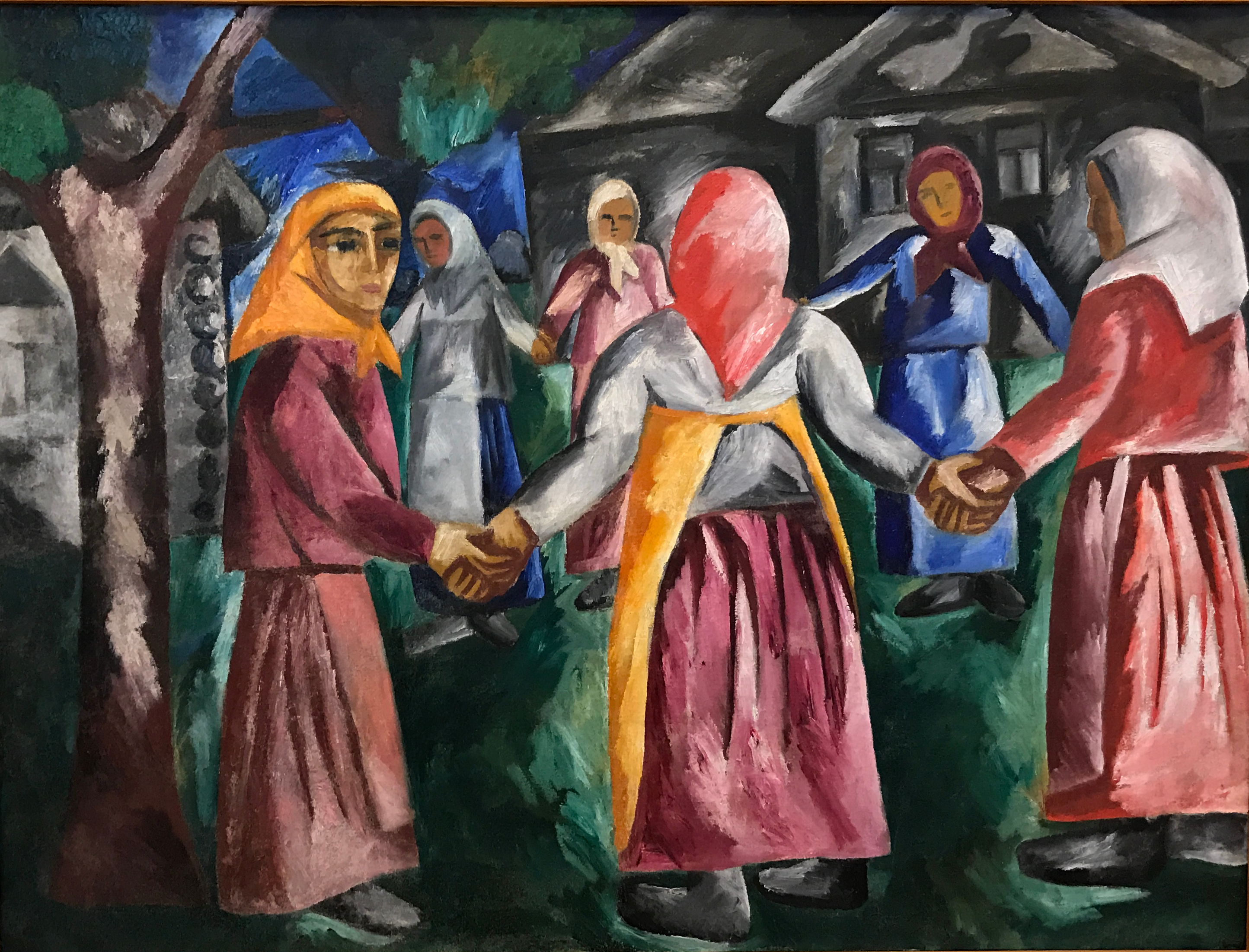
Khorovod (1910)
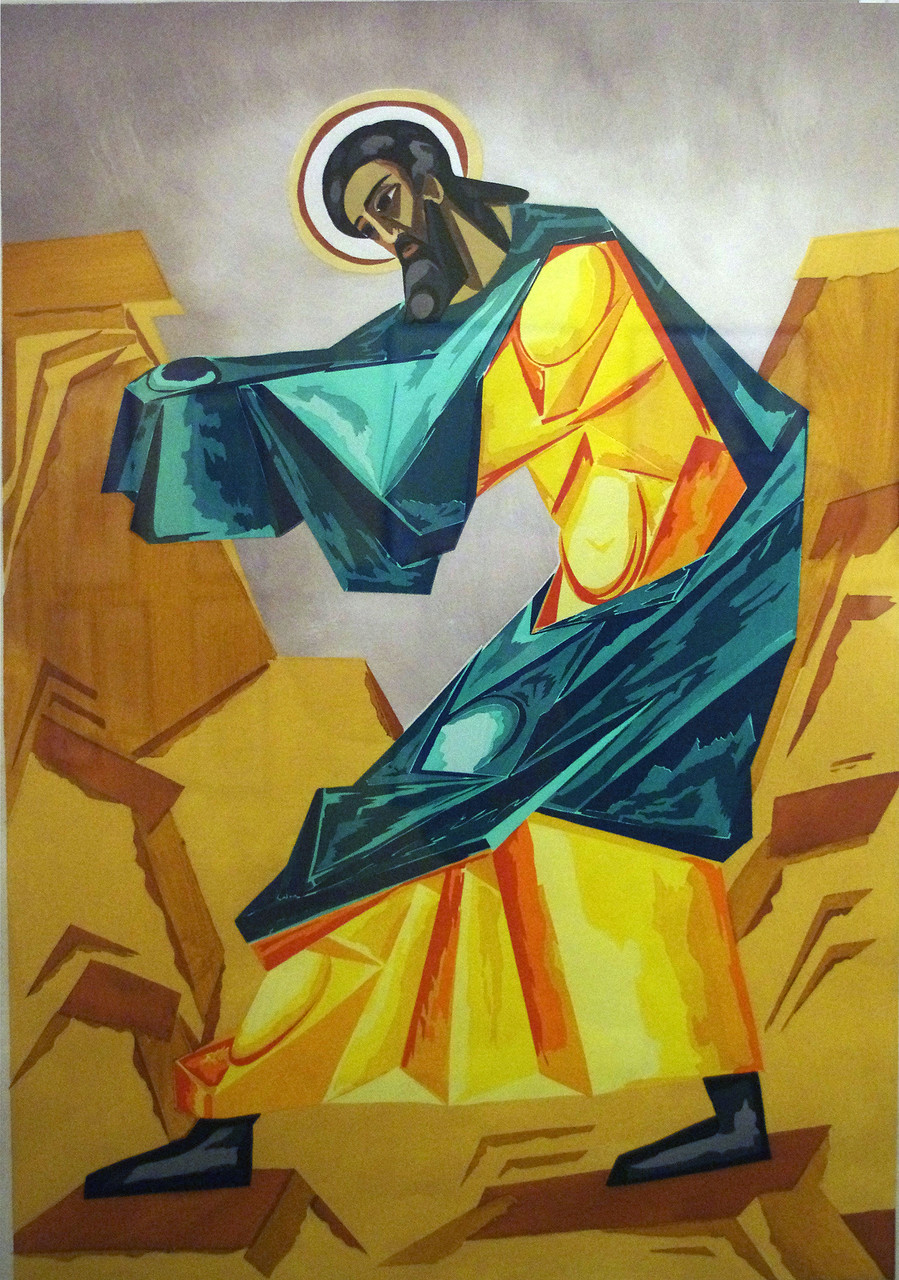
Lithurgy, (1915)
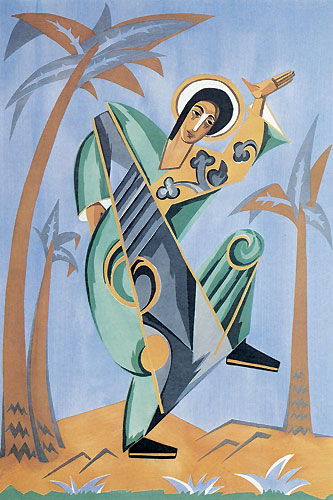
Costume design for St. John (1915)
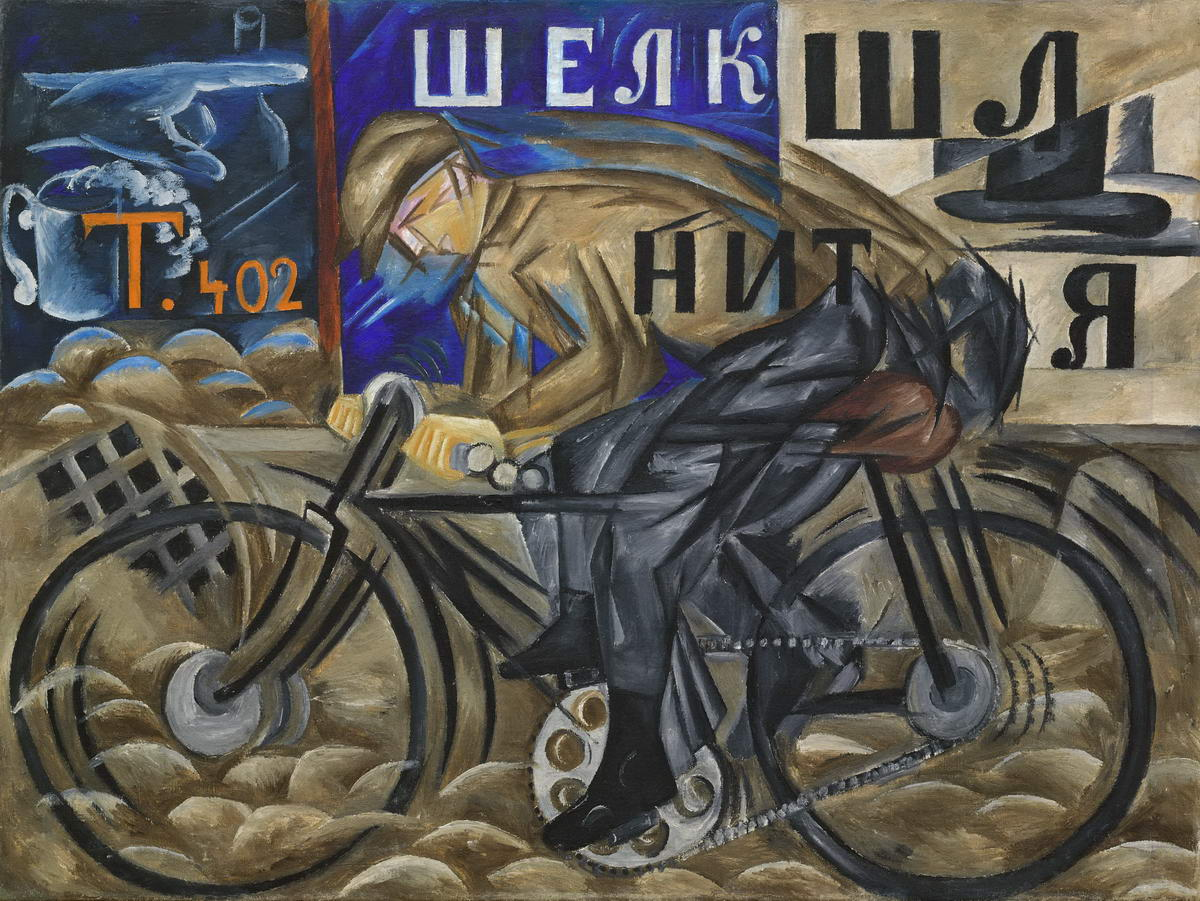
Ciclista (1913)